# Plutoïde

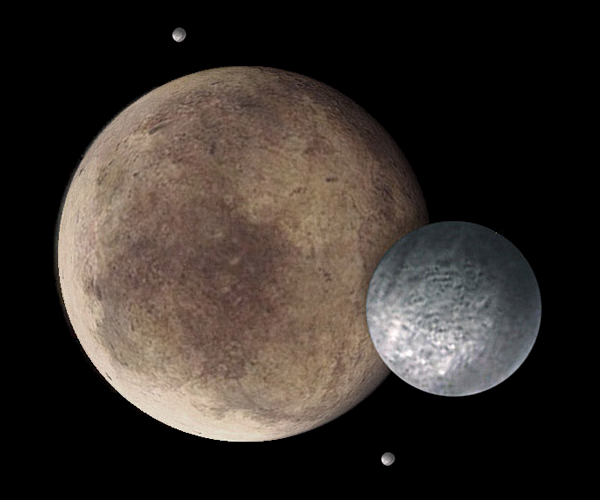
Pluto is een plutoïde met manen

Een plutoïde is een hemellichaam binnen het zonnestelsel waarvan de baan buiten die van Neptunus ligt. Voorheen werden deze transneptunisch objecten ijsdwerg of plutonisch object genoemd.
Een plutoïde is een klein hemellichaam dat buiten de baan van Neptunus, in de buitenste regionen van het zonnestelsel, om de zon draait. Ze zijn doorgaans groter dan de kern van een komeet, en meer ijsachtig dan een planetoïde. Ze hebben voldoende massa zodat ze door hun eigen zwaartekracht bolvormig geworden zijn en in hydrostatisch evenwicht zijn. Daarnaast hebben ze hun baan niet vrijgemaakt (schoongeveegd) van andere objecten. Ze komen in zeer groten getale voor in de Kuipergordel en waarschijnlijk ook in de Oortwolk.
Alan Stern van het Southwest Research Institute gelooft dat er zich biljoenen plutoïden in een baan buiten die van Neptunus bevinden, zonder dat deze ooit geobserveerd zijn. Volgens Stern vertonen de drie buitenste planeten sporen van botsingen met plutoïden met doorsneden van 1000 tot 2000 kilometer. De verandering in de draaias van Uranus kan door een botsing met een plutoïde gekomen zijn, en Triton, de grootste maan van Neptunus, kan zelf ook door een plutoïde geraakt zijn.
De benaming "plutoïde" is in 2008 vastgesteld door de Internationale Astronomische Unie. Twee jaar eerder, op het het 26e congres van de Internationale Astronomische Unie in augustus 2006, werd de term "pluton" voorgesteld, maar dit voorstel werd verworpen door het congres vanwege de mogelijke verwarring met de geologische term "plutoniet" (dieptegesteente).
De term plutoïde moet niet worden verward met plutino, waarmee alle objecten bedoeld worden die soortgelijke banen als Pluto beschrijven.

## Erkende en niet-erkende plutoïden
Vier objecten buiten de baan van Neptunus worden erkend als dwergplaneet en zijn daarmee de enige erkende plutoïden:
- Pluto
- Eris
- Makemake
- Haumea

Daarnaast zijn er tientallen transneptunische objecten die kandidaat zijn voor erkenning als plutoïde, waaronder:
- Sedna
- Quaoar
- Ixion
- Huya
- Varuna
- Aya
- 2002 TC302